# Ханкоев, Игорь Матвеевич
Игорь Матвеевич Ханкоев (род. 1 января 1947) — российский политический деятель, депутат Государственной думы третьего созыва.

## Биография
В 1967 окончил Краснодарское медицинское училище.
С 1983 — главный врач Краснодарской городской больницы № 1. С 1986 по 1996 — главный врач Краснодарской многопрофильной больницы № 2.
С 1996 — вице-мэр г. Краснодара. 22 ноября 1998 был избран депутатом Законодательного собрания края.

## Депутат госдумы
19 декабря 1999 был избран депутатом Государственной Думы РФ третьего созыва по одномандатному округу.